# سفيان دهام
سفيان دهام هو لاعب كرة قدم جزائري في مركز الوسط، ولد في 15 يناير 1996 في سعيدة في الجزائر. لعب مع نادي سوشو.

## وصلات خارجية
- سفيان دهام على موقع رابطة كرة القدم الفرنسية للمحترفين (الإنجليزية)
- سفيان دهام على موقع قاعدة بيانات كرة القدم.إي يو (الإنجليزية)
- سفيان دهام على موقع Soccerway.com (الإنجليزية)